# Tomasz Szarek
Tomasz Jakub Szarek (ur. 19 września 1968 w Rzeszowie) – polski profesor nauk matematycznych i doktor filozofii.

## Życiorys
W 1992 ukończył studia matematyczne (matematyka stosowana) na Politechnice Śląskiej, a w 1994 ukończył kolejne studia matematyczne (matematyka teoretyczna) na Uniwersytecie Śląskim. Trzy lata później uzyskał stopień doktora w Polskiej Akademii Nauk, broniąc pracy Asymptotic stability of Markov operators acting on measures in Polish spaces, napisanej pod kierunkiem prof. Andrzeja Lasoty. W 1999 ukończył studia filozoficzne w Papieskiej Akademii Teologicznej w Krakowie (magister filozofii).
W 2004 zdobył na Uniwersytecie Jagiellońskim stopień doktora habilitowanego na podstawie pracy Invariant measures for nonexpansive Markov operators on Polish spaces. W 2008 uzyskał tytuł naukowy profesora nauk matematycznych. W roku 2013 obronił na Uniwersytecie Śląskim doktorat z filozofii analitycznej, tytuł pracy: "Spór o wartość klasycznych argumentów na istnienie Boga w filozofii Alvina Plantingi"), promotor: prof. Krzysztof Wieczorek. Pracuje jako profesor zwyczajny w Instytucie Matematyki Uniwersytetu Gdańskiego.
Zajmuje się teorią miary, procesami stochastycznymi, stochastycznymi układami dynamicznymi oraz teorią fraktali. Swoje prace publikował w czasopismach krajowych i zagranicznych.
W 2019 został członkiem Rady Doskonałości Naukowej I kadencji.